# Mid-Season Invitational
Mid-Season Invitational, známý též pod zkratkou MSI, je každoroční mezinárodní esport turnaj ve videohře League of Legends, pořádaný společností Riot Games. Jedná se o druhý největší esportový event světa League of Legends – hned po samotném Mistrovství světa. Na rozdíl od něj se MSI koná v polovině sezóny, mezi Jarním a Letním splitem v regionálních ligách. Slouží jako ukázka síly a dovedností hlavních světových regionů a dává hráčům možnost přiučit se novým trendům ve světě League of Legends (známým jako Meta). Na rozdíl od Mistrovství světa zde reprezentuje každý region pouze jeden tým – vítěz Jarní části ligy.
Turnaj se začal pořádat v roce 2015 – jako odpověď na rostoucí zájem veřejnosti o mezinárodní esportové události. V roce 2020 byl z důvodu pandemie covidu-19 nahrazen menším turnajem Mid-Season Cup.

## Přehled
| Ročník | Datum       | Místo konání                               | Vítězný tým         | Vítězná částka | MVP       |
| ------ | ----------- | ------------------------------------------ | ------------------- | -------------- | --------- |
| 2015   | 10. 5. 2015 | Donald L. Tucker Civic Center, Tallahassee | EDward Gaming       | $ 200,000      | Clearlove |
| 2016   | 15. 5. 2016 | Shanghai Oriental Sports Center, Šanghaj   | SK Telecom T1       | $ 450,000      | Faker     |
| 2017   | 21. 5. 2017 | Jeunesse Arena, Rio de Janeiro             | SK Telecom T1       | $ 1,690,000    | Peanut    |
| 2018   | 20. 5. 2018 | Zenith Paris – La Villette, Paříž          | Royal Never Give Up | $ 1,370,520    | Uzi       |
| 2019   | 19. 5. 2019 | Heping Basketball Gymnasium, Taipei        | G2 esports          | $ 250,000      | Caps      |
| 2020   | 31. 5. 2020 |                                            | TOP esports         | $240,000       | Karsa     |
| 2021   | 23. 5. 2021 | Laugardalshöll, Reykjavík                  | Royal Never Give Up | neznámo        | GALA      |

## Založení
Rok 2015 byl pro svět League of Legends přelomový – s příchodem nové mapy, nových modelů šampionů, organizacím bylo zakázáno vlastnit dva a více týmů (což byla do té doby běžná praktika) v důsledku kvalifikace dvou týmů organizace Samsung – Samsung Blue a Samsung White na Mistrovství světa v roce 2014, kde se oba týmy dostaly až do semifinále. Byly zároveň zrušeny mnohé menší esportové eventy, aby měla společnost Riot Games větší kontrolu nad tím, co se děje v jejich esportové scéně. Tuto mezeru po zrušení komorních turnajů se tvůrčí tým RiotGames rozhodl zaplnit menší verzí Světového šampionátu. Turnaj získal jméno Mid-Season Invitational, jelikož bylo ujednáno, že se bude konat vždy v květnu – v polovině sezóny League of Legends.

## Sezóna 5
V roce 2015 (Pátá sezóna) se konal první turnaj Mid-Season Invitational. Byl určen pro šestici (v té době) největších regionů světa League of Legends – Taiwan, Turecko, Čínu, Evropu, Ameriku a Jižní Koreu. Na turnaj se týmy kvalifikovaly skrze Jarní část jejich domácích lig – turecký tým byl nasazen jako Divoká karta. Hrálo se způsobem Skupinová fáze, Bracket stage, Playoffs. Do finále se probojoval jihokorejský tým SK Telecom T1 a čínský tým EDward Gaming. Série se táhla do pěti zápasů, ve finálním zápase čínský tým využil šampionky Morgany jako silnou zbraň proti midlanerovi týmu SK Telecom – Fakerovi. EDward Gaming zvítězili na turnaji a za nejlepšího hráče turnaje byl vyhlášen jejich Jungler – Clearlove. Jednalo se o první mezinárodní turnaj League of Legends, na který se kvalifikoval český hráč – Tomáš Maršálek (Nardeus) jako ADCarry Tureckého týmu Beşiktaş Esports.
| Seznam kvalifikovaných týmů | Seznam kvalifikovaných týmů | Seznam kvalifikovaných týmů |
| Region                      | Název týmu                  | Seed                        |
| --------------------------- | --------------------------- | --------------------------- |
| Amerika (LCS)               | Team SoloMid                | 1                           |
| Jižní Korea (LCK)           | SK Telecom T1               | 1                           |
| Čína (LPL)                  | EDward Gaming               | 1                           |
| Evropa (EU LCS)             | Fnatic                      | 1                           |
| Turecko (Divoká karta)      | Beşiktaş Esports            | -                           |
| Taiwan (LMS)                | ahq eSports                 | 1                           |

| Trojice vítězných týmů | Trojice vítězných týmů      | Trojice vítězných týmů               | Trojice vítězných týmů                                                              | Trojice vítězných týmů |
| Místo                  | Název týmu                  | Přezdívky hráčů                      | Jména hráčů                                                                         | MVP                    |
| ---------------------- | --------------------------- | ------------------------------------ | ----------------------------------------------------------------------------------- | ---------------------- |
| 1.                     | EDward Gaming (Čína)        | Koro1 Clearlove PawN Deft Meiko      | Tong Yang Ming Kai Heo Won-Seok Kim Hyuk-kyu Tian Ye                                | Clearlove (Junger)     |
| 2.                     | SK Telecom T1 (Jižní Korea) | MaRin Bengi Faker Easyhoon Bang Wolf | Jang Gyeong-hwan Bae Seong-Woong Lee Sang-Hyeok Lee Ji-Hoon Bae Jun-Sik Lee Jae-Wan |                        |
| 3.                     | ahq eSports (Taiwan)        | Ziv Mountain westdoor AN Albis       | Chen Yi Xue Zhao-hong Liu Shu-wei Chou Chun-An Kang Chia-Wei                        |                        |

## Sezóna 6
MSI 2016 bylo druhým Mid-Season turnajem v historii, formát šesti týmů z největších světových regionů zůstal stejný. Na turnaji se hrálo o 450 000 dolarů, přičemž vítězný tým obdržel 55% této částky. Na turnaj přijeli zástupci regionů Číny, Jižní Koreje, Evropy, Ameriky, Taiwanu a Turecký tým SuperMassive Esports byl nasazen jako Divoká karta. Po skupinové fázi se hrálo na pět zápasů, do finále postoupil Jihokorejský tým SK Telecom T1 a Americký tým Counter Logic Gaming. Jihokorejci porazili Američany 3:0 a stali se tak druhými vítězi Mid-Season Invitational.
| Region                 | Název týmu           | Seed |
| ---------------------- | -------------------- | ---- |
| Evropa (EU LCS)        | G2 esports           | 1    |
| Amerika (LCS)          | Counter Logic Gaming | 1    |
| Taiwan (LMS)           | Flash Wolves         | 1    |
| Jižní Korea (LCK)      | SK Telecom T1        | 1    |
| Čína (LPL)             | Royal Never Give Up  | 1    |
| Turecko (Divoká karta) | SuperMassive Esports | -    |

| Místo | Název týmu                     | Přezdívky hráčů                       | Jména hráčů                                                                   | MVP             |
| ----- | ------------------------------ | ------------------------------------- | ----------------------------------------------------------------------------- | --------------- |
| 1.    | SK Telecom T1 (Jižní Korea)    | Duke Blank Faker Bang Wolf            | Leo Ho-Seong Kang Sun-Gu Lee Sang-Hyeok Bae Jun-Sik Lee Jae-Wan               | Faker (Midlane) |
| 2.    | Counter Logic Gaming (Amerika) | Darshan Xmithie Huhi Stixxay aphromoo | Darshan Upadhyaya Jake Kevin Puchero Choi Jae-Hyun Trevor Hayes Zaqueri Black |                 |
| 3.    | Flash Wolves (Taiwan)          | MMD Karsa Maple NL SworArt            | Yu Li-Hong Hung Hao-Hsuan Huang Yi-Tang Hsiung Wen-An Hu Shuo-Chieh           |                 |

## Sezóna 7
MSI 2017 se konalo v Brazílii – v Rio de Jaineiro. S rostoucím vlivem ostatních regionů planety byl tým RiotGames donucen turnaj zvětšit z původních šesti týmů na třináct. Z regionálních lig se zde kvalifikovaly týmy z Jižní Koreje, Číny, Ameriky, Evropy, Taiwanu, Brazílie, Spojené ligy Jihovýchodní Asie, Ruska, Turecka, Latinské Ameriky, Mexika, Japonska a Oceánie. Všechny zápasy se hrály na patchi v7.8 s globálně zakázanými šampiony Xayah a Rakan. Hrálo se o 1 690 000 amerických dolarů, přičemž vítězný tým získal 40% částky. Na turnaji bylo zlomeno několik rekordů tehdejšího esportu League of Legends, do finále se probojoval Jihokorejský tým SK Telecom T1 a Evropský tým G2 esports. K překvapení všech byla série mezi Jihokorejci a Evropany vyrovnaná – ve čtvrtém zápase však Jihokorejci vítězí a titul MVP získává Jungler týmu – Peanut.
| Region                  | Název týmu           | Seed |
| ----------------------- | -------------------- | ---- |
| Jižní Korea (LCK)       | SK Telecom T1        | 1    |
| Čína (LPL)              | Team WE              | 1    |
| Evropa (EU LCS)         | G2 esports           | 1    |
| Amerika (LCS)           | Team SoloMid         | 1    |
| Taiwan (LMS)            | Flash Wolves         | 1    |
| Brazílie (CBLOL)        | Red Canids           | 1    |
| Jihovýchodní Asie (GPL) | GIGABYTE marines     | 1    |
| Rusko (LCL)             | Virtus.pro           | 1    |
| Turecko (TCL)           | SuperMassive Esports | 1    |
| Latinská Amerika (CLS)  | Isurus               | 1    |
| Japonsko (LJL)          | Rampage              | 1    |
| Mexiko (LLN)            | Lyon Gaming          | 1    |
| Oceánie (OPL)           | Dire Wolves          | 1    |

| Místo | Název týmu                  | Přezdívky hráčů               | Jména hráčů                                                                        | MVP             |
| ----- | --------------------------- | ----------------------------- | ---------------------------------------------------------------------------------- | --------------- |
| 1.    | SK Telecom T1 (Jižní Korea) | Huni Peanut Faker Bang Wolf   | Heo Seung-Hoon Han Wang-Ho Lee Sang-Hyeok Bae Jun-Sik Lee Jae-Wan                  | Peanut (Jungle) |
| 2.    | G2 esports (Evropa)         | Expect Trick Perkz Zven mithy | Ki Dae-han Kim Gang-yun Luka Perković Jesper Svenningsen Alfonso Aguirre Rodríguez |                 |
| 3.    | Team WE (Čína)              | 957 Condi xiye Mystic Zero    | Ke Chang-Yu Xiang Ren-Jie Su Han-Wei Jin Seong-Jun Yoon Kyung-Sup                  |                 |

## Sezóna 8
MSI 2018 se konalo v Paříži – ve stadionu La Villette. Na turnaj se kvalifikovali zástupci čtrnácti regionů – Číny, Evropy, Jižní Koreje, Ameriky, Taiwanu, Vietnamu, Brazílie, Ruska, Severní Latinské Ameriky, Jižní Latinské Ameriky, Turecka, Japonska, Jihovýchodní Asie a Oceánie. Čtyři týmy se dostaly ze skupinových částí do Čtvrtfinále, do finále postoupil Jihokorejský tým Kingzone DragonX a Čínský tým Royal Never Give Up. Ve finále se série táhne do čtyř zápasů, v posledním nakonec Číňané poráží Jihokorejce a tým RNG vyhrává částku 527 000 dolarů. Jednalo se o první turnaj, který tým Royal Never Give Up vyhrál – i přes jejich dlouholetou snahu.
| Region                   | Název týmu           | Seed |
| ------------------------ | -------------------- | ---- |
| Čína (LPL)               | Royal Never Give Up  | 1    |
| Evropa (LEC)             | Fnatic               | 1    |
| Jižní Korea (LCK)        | Kingzone DragonX     | 1    |
| Amerika (LCS)            | Team Liquid          | 1    |
| Taiwan (LMS)             | Flash Wolves         | 1    |
| Vietnam (VCS)            | EVOS esports         | 1    |
| Brazílie (CBLOL)         | KaBuM! e-Sports      | 1    |
| Rusko (LCL)              | Gambit esports       | 1    |
| Latinská Amerika (Sever) | Rainbow7             | 1    |
| Latinská Amerika (Jih)   | Kaos Latin Gamers    | 1    |
| Turecko (TCL)            | SuperMassive Esports | 1    |
| Japonsko (LJL)           | PENTAGRAM            | 1    |
| Oceánie (OPL)            | Dire Wolves          | 1    |
| Jihovýchodní Asie (GPL)  | Ascension Gaming     | 1    |

| Místo | Název týmu                     | Přezdívky hráčů                          | Jména hráčů                                                                                                | MVP           |
| ----- | ------------------------------ | ---------------------------------------- | --- | ------------- |
| 1.    | Royal Never Give Up (Čína)     | Letme Mlxg Karsa Xiaohu Uzi Ming         | Yan Jun-Ze Liu Shi-Yu Hung Hao-Hsuan Li Yuan-Hao Jian Zi-Hao Shi Sen-ming                                  | Uzi (ADCarry) |
| 2.    | Kingzone DragonX (Jižní Korea) | Khan Peanut Cuzz Bdd PraY Gorilla        | Kim Dong-Ha Han Wang-Ho Moon Woo-chan Gwak Bo-Seong Kim Jong-In Kang Beom-Hyun                             |               |
| 3.    | Fnatic (Evropa)                | Bwipo sOAZ Broxah Caps Rekkles Hylissang | Gabriël Rau Paul Boyer Mads Brock-Pedersen Rasmus Borregaard Winther Martin Larsson Zdravets Iliev Galabov |               |

## Sezóna 9
MSI 2019 se konalo v nejprve ve Vietnamu, po skupinové fázi se turnaj přesunul do Taipei, domova mistrů světa z roku 2012 – Taipei Assassins. Týmů se na turnaj dostalo třináct – po spojení rozdělené Latinskoamerické ligy. Na turnaj přijel jako největší favorit na vítězství Čínský tým Invictus Gaming, který v roce 2018 zvítězil na Mistrovství světa. Tým byl však již ve čtvrtfinále vyřazen Americkým týmem Team Liquid. Na druhé straně pavouka pak Evropský tým G2 esports poráží Jihokorejského giganta SK Telecom T1 a finále se tak vůbec poprvé odehraje bez jediného asijského zástupce. Ve finále tým G2 esports poráží Team Liquid 3:0 a Evropa tak získává první mezinárodní titul od doby prvního Mistrovství světa v roce 2011.
| Region                 | Název týmu         | Seed |
| ---------------------- | ------------------ | ---- |
| Evropa (LEC)           | G2 esports         | 1    |
| Amerika (LCS)          | Team Liquid        | 1    |
| Čína (LPL)             | Invictus Gaming    | 1    |
| Jižní Korea (LCK)      | SK Telecom T1      | 1    |
| Taiwan (LMS)           | Flash Wolves       | 1    |
| Vietnam (VCS)          | Phong Vũ Buffalo   | 1    |
| Rusko (LCL)            | Vega squadron      | 1    |
| Jihovýchodní Asie      | MEGA               | 1    |
| Turecko (TCL)          | 1907 Fenerbahçe    | 1    |
| Brazílie (CBLOL)       | INTZ               | 1    |
| Japonsko (LJL)         | DetonatiON focusMe | 1    |
| Latinská Amerika (LLA) | Isurus             | 1    |
| Oceánie (OPL)          | Bombers            | 1    |

| Místo | Název týmu             | Přezdívky hráčů                         | Jména hráčů                                                                                 | MVP            |
| ----- | ---------------------- | --------------------------------------- | ------------------------------------------------------------------------------------------- | -------------- |
| 1.    | G2 esports (Evropa)    | Wunder Jankos Caps Perkz Mikyx          | Martin Nordahl Hansen Marcin Jankowski Rasmus Borregaard Winther Luka Perković Mihael Mehle | Caps (midlane) |
| 2.    | Team Liquid (Amerika)  | Impact Xmithie Jensen Doublelift CoreJJ | Jeon Eong-Young Jake Kevin Puchero Nicolaj Jensen Yiliang Peng Jo Yong-In                   |                |
| 3.    | Invictus Gaming (Čína) | TheShy Ning Rookie JackeyLove Baolan    | Kang Seung-Iok Gao Zhen-Ning Song Eui-Jin Yu Wen-Bo Wang Liu-Yi                             |                |